# Croton standleyanus
Croton standleyanus är en törelväxtart som beskrevs av Léon Camille Marius Croizat. Croton standleyanus ingår i släktet Croton och familjen törelväxter. Inga underarter finns listade i Catalogue of Life.